# Kommun- och regionvalet 2013 (Danmark)
Kommun- och regionvalet 2013 i Danmark hölls 19 november 2013. Det var det tredje valet med det upplägg som infördes genom strukturreformen med val till kommunfullmäktige ("byråd") för Danmarks kommuner och regionsråd för Danmarks regioner. Totalt valdes 2 444 person till de 98 kommunfullmäktige och 205 personer till de 5 regionsråden. Dessa valdes för fyraårsperioden 1 januari 2014 till 31 december 2017. Antalet kommunfullmäktigeledamöter minskade något jämfört med föregående val.

## Kommunalvalet[1]

### Resultat för hela landet

#### Väljarandel
| Summa för samtliga kommunalval |                             |             |             |          |            |
| Parti                          | Parti                       | Stemmeandel | Stemmeandel | Mandater | Mandater   |
| Parti                          | Parti                       | Procent     | Förändring  | Antal    | Förändring |
|                                | Socialdemokratiet           | 29,51 %     | −1,1 %      | 773      | −28        |
|                                | Venstre                     | 26,62 %     | +1,8 %      | 767      | +68        |
|                                | Dansk Folkeparti            | 10,12 %     | +2,0 %      | 255      | +69        |
|                                | Det Konservative Folkeparti | 08,55 %     | −2,4 %      | 205      | −57        |
|                                | Enhedslisten                | 06,94 %     | +4,6 %      | 119      | +1050      |
|                                | Socialistisk Folkeparti     | 05,63 %     | –8,9 %      | 116      | −2240      |
|                                | Det Radikale Venstre        | 04,79 %     | +1,1 %      | 62       | +12        |
|                                | Liberal Alliance            | 02,88 %     | +2,6 %      | 33       | +32        |
|                                | Kristendemokraterne         | 00,47 %     |             | 6        | -          |
|                                | Slesvigsk Parti             | 00,28 %     |             | 9        | 0+3        |
|                                | Guldborgsundlisten          | 00,21 %     |             | 6        | 0+2        |
|                                | Övriga                      | 03,95 %     |             | 93       | 0−6        |

#### Borgmästarposter
| Borgmästerposter efter valet |                             |       |            |
| Parti                        | Parti                       | Antal | Förändring |
|                              | Venstre                     | 48    | +17        |
|                              | Socialdemokratiet           | 33    | −16        |
|                              | Det Konservative Folkeparti | 13    | +1         |
|                              | Socialistisk Folkeparti     | 1     | –1         |
|                              | Det Radikale Venstre        | 1     | +1         |
|                              | Guldborgsundlisten          | 1     | -          |
|                              | Læsø Listen                 | 1     | -          |
|                              | Borgerlisten (Kerteminde)   | 0     | −1         |
|                              | Fælleslisten (Sønderborg)   | 0     | −1         |

### Borgmästarposter per kommun
| Borgmästare före och efter valet |                           |          |              |                           |
| Kommun                           | Avgående                  | Avgående | Tillträdande | Tillträdande              |
| Albertslund kommun               | Steen Christiansen        |          |              | Steen Christiansen        |
| Allerød kommun                   | Erik Lund                 |          |              | Jørgen Johansen           |
| Assens kommun                    | Finn Brunse               |          |              | Søren Steen Andersen      |
| Ballerup kommun                  | Jesper Würtzen            |          |              | Jesper Würtzen            |
| Billund kommun                   | Ib Kristensen             |          |              | Ib Kristensen             |
| Bornholms kommun                 | Winni Grosbøll            |          |              | Winni Grosbøll            |
| Brøndby kommun                   | Ib Terp                   |          |              | Ib Terp                   |
| Brønderslev kommun               | Lene Hansen               |          |              | Mikael Klitgaard          |
| Dragør kommun                    | Allan Holst               |          |              | Eik Dahl Bidstrup         |
| Egedal kommun                    | Willy Eliasen             |          |              | Willy Eliasen             |
| Esbjerg kommun                   | Johnny Søtrup             |          |              | Johnny Søtrup             |
| Fanø kommun                      | Erik Nørreby              |          |              | Erik Nørreby              |
| Favrskov kommun                  | Nils Borring              |          |              | Nils Borring              |
| Faxe kommun                      | Knud Erik Hansen          |          |              | Knud Erik Hansen          |
| Fredensborg kommun               | Thomas Lykke Pedersen     |          |              | Thomas Lykke Pedersen     |
| Fredericia kommun                | Kenny Bruun Olsen         |          |              | Jacob Bjerregaard         |
| Frederiksberg kommun             | Jørgen Glenthøj           |          |              | Jørgen Glenthøj           |
| Frederikshavn kommun             | Lars Møller               |          |              | Birgit Stenbak Hansen     |
| Frederikssund kommun             | Ole Find Jensen           |          |              | John Schmidt Andersen     |
| Furesø kommun                    | Ole Bondo Christensen     |          |              | Ole Bondo Christensen     |
| Fåborg-Midtfyn kommun            | Hans Jørgensen            |          |              | Christian Thygesen        |
| Gentofte kommun                  | Hans Toft                 |          |              | Hans Toft                 |
| Gladsaxe kommun                  | Karin Søjberg Holst       |          |              | Karin Søjberg Holst       |
| Glostrup kommun                  | John Engelhardt           |          |              | John Engelhardt           |
| Greve kommun                     | Hans Barlach              |          |              | Pernille Beckmann         |
| Gribskov kommun                  | Jan Ferdinandsen          |          |              | Kim Valentin              |
| Guldborgsund kommun              | John Brædder              |          |              | John Brædder              |
| Haderslev kommun                 | Jens Christian Gjesing    |          |              | H.P. Geil                 |
| Halsnæs kommun                   | Helge Friis               |          |              | Steen Hasselriis          |
| Hedensted kommun                 | Kirsten Terkilsen         |          |              | Kirsten Terkilsen         |
| Helsingør kommun                 | Johannes Hecht Nielsen    |          |              | Benedikte Kiær            |
| Herlev kommun                    | Thomas Gyldal Petersen    |          |              | Thomas Gyldal Petersen    |
| Herning kommun                   | Lars Krarup               |          |              | Lars Krarup               |
| Hillerød kommun                  | Kirsten Jensen            |          |              | Dorte Meldgaard           |
| Hjørring kommun                  | Arne Boelt                |          |              | Arne Boelt                |
| Holbæk kommun                    | Søren Kjærsgaard          |          |              | Søren Kjærsgaard          |
| Holstebro kommun                 | H.C. Østerby              |          |              | H.C. Østerby              |
| Horsens kommun                   | Peter Sørensen            |          |              | Peter Sørensen            |
| Hvidovre kommun                  | Helle Moesgaard Adelborg  |          |              | Helle Moesgaard Adelborg  |
| Høje-Tåstrup kommun              | Michael Ziegler           |          |              | Michael Ziegler           |
| Hørsholm kommun                  | Morten Slotved            |          |              | Morten Slotved            |
| Ikast-Brande kommun              | Carsten Kissmeyer         |          |              | Carsten Kissmeyer         |
| Ishøj kommun                     | Ole Bjørstorp             |          |              | Ole Bjørstorp             |
| Jammerbugt kommun                | Mogens Gade               |          |              | Mogens Gade               |
| Kalundborg kommun                | Martin Damm               |          |              | Martin Damm               |
| Kerteminde kommun                | Sonja Rasmussen           |          |              | Hans Luunbjerg            |
| Kolding kommun                   | Jørn Pedersen             |          |              | Jørn Pedersen             |
| Köpenhamns kommun                | Frank Jensen              |          |              | Frank Jensen              |
| Køge kommun                      | Marie Stærke              |          |              | Flemming Christensen      |
| Langeland kommun                 | Bjarne Nielsen            |          |              | Bjarne Nielsen            |
| Lejre kommun                     | Mette Touborg             |          |              | Mette Touborg             |
| Lemvig kommun                    | Erik Flyvholm             |          |              | Erik Flyvholm             |
| Lolland kommun                   | Stig Vestergaard          |          |              | Holger Schou Rasmussen    |
| Lyngby-Tårbæk kommun             | Søren P. Rasmussen        |          |              | Sofia Osmani              |
| Læsø kommun                      | Thomas W. Olsen           |          |              | Tobias Birch Johansen     |
| Mariagerfjord kommun             | H.C. Maarup               |          |              | Mogens Jespersen          |
| Middelfart kommun                | Steen Dahlstrøm           |          |              | Steen Dahlstrøm           |
| Morsø kommun                     | Lauge Larsen              |          |              | Hans Ejner Bertelsen      |
| Norddjurs kommun                 | Jan Petersen              |          |              | Jan Petersen              |
| Nordfyns kommun                  | Morten Andersen           |          |              | Morten Andersen           |
| Nyborg kommun                    | Erik Christensen          |          |              | Kenneth Muhs              |
| Næstved kommun                   | Carsten Rasmussen         |          |              | Carsten Rasmussen         |
| Odder kommun                     | Elvin J. Hansen           |          |              | Uffe Jensen               |
| Odense kommun                    | Anker Boye                |          |              | Anker Boye                |
| Odsherred kommun                 | Thomas Adelskov           |          |              | Thomas Adelskov           |
| Randers kommun                   | Henning Jensen Nyhuus     |          |              | Claus Omann Jensen        |
| Rebild kommun                    | Anny Winther              |          |              | Leon Sebbelin             |
| Ringkøbing-Skjern kommun         | Iver Enevoldsen           |          |              | Iver Enevoldsen           |
| Ringsted kommun                  | Niels Ulrich Hermansen    |          |              | Henrik Hvidesten          |
| Roskilde kommun                  | Joy Mogensen              |          |              | Joy Mogensen              |
| Rudersdal kommun                 | Jens Ive                  |          |              | Jens Ive                  |
| Rødovre kommun                   | Erik Nielsen              |          |              | Erik Nielsen              |
| Samsø kommun                     | Jørn Nissen               |          |              | Marcel Meijer             |
| Silkeborg kommun                 | Hanne Bæk Olsen           |          |              | Steen Vindum              |
| Skanderborg kommun               | Jørgen Gaarde             |          |              | Jørgen Gaarde             |
| Skive kommun                     | Flemming Eskildsen        |          |              | Peder Chr. Kirkegaard     |
| Slagelse kommun                  | Lis Tribler               |          |              | Sten Knuth                |
| Solrød kommun                    | Niels Emil Hörup          |          |              | Niels Emil Hörup          |
| Sorø kommun                      | Ivan Hansen               |          |              | Gert Jørgensen            |
| Stevns kommun                    | Poul Arne Nielsen         |          |              | Mogens Haugaard Nielsen   |
| Struer kommun                    | Niels Viggo Lynghøj       |          |              | Mads Jakobsen             |
| Svendborg kommun                 | Curt Sørensen             |          |              | Lars Erik Hornemann       |
| Syddjurs kommun                  | Kirstine Bille            |          |              | Claus Wistoft             |
| Sønderborg kommun                | Aase Nyegaard             |          |              | Erik Lauritzen            |
| Thisted kommun                   | Lene Kjelgaard Jensen     |          |              | Lene Kjelgaard Jensen     |
| Tønder kommun                    | Laurids Rudebeck          |          |              | Laurids Rudebeck          |
| Tårnby kommun                    | Henrik Zimino             |          |              | Henrik Zimino             |
| Vallensbæk kommun                | Henrik Rasmussen          |          |              | Henrik Rasmussen          |
| Varde kommun                     | Gylling Haahr             |          |              | Erik Buhl                 |
| Vejen kommun                     | Egon Fræhr                |          |              | Egon Fræhr                |
| Vejle kommun                     | Arne Sigtenbjerggaard     |          |              | Arne Sigtenbjerggaard     |
| Vesthimmerlands kommun           | Knud Vældgaard Kristensen |          |              | Knud Vældgaard Kristensen |
| Viborg kommun                    | Søren Pape Poulsen        |          |              | Søren Pape Poulsen        |
| Vordingborg kommun               | Henrik Holmer             |          |              | Knud Larsen               |
| Ærø kommun                       | Karsten Landro            |          |              | Jørgen Otto Jørgensen     |
| Åbenrå kommun                    | Tove Larsen               |          |              | Thomas Andresen           |
| Ålborg kommun                    | Henning G. Jensen         |          |              | Thomas Kastrup-Larsen     |
| Århus kommun                     | Jacob Bundsgaard          |          |              | Jacob Bundsgaard          |

## Regionsvalet[3]
Vd regionsvalet blev tre ordföranden återvalda; i Syddanmark (Carl Holst, Venstre), Midtjylland (Bent Hansen, Socialdemokraterne) och Nordjylland (Ulla Astman, Socialdemokraterne). I Region Hovedstaden ersatte Sophie Hæstorp Andersen partikollegan Vibeke Storm Rasmussen (bägge Socialdemokraterne). I Region Sjælland tog Jens Stenbæk (Venstre) över från  Steen Bach Nielsen (Socialdemokraterne).
Under mandatperioden ersattes Carl Holst av partikamraten Stephanie Lose 22 juni 2015, då Holst istället kom att bli minister i  Regeringen Lars Løkke Rasmussen II. 
| Ordförande före och efter valet |                        |                     |                         |                           |
| Region                          | Avgående ordförande    | Avgående ordförande | Tillträdende ordförande | Tillträdende ordförande   |
| Region Nordjylland              | Ulla Astman            |                     |                         | Ulla Astman               |
| Region Midtjylland              | Bent Hansen            |                     |                         | Bent Hansen               |
| Region Syddanmark               | Carl Holst             |                     |                         | Carl Holst/Stephanie Lose |
| Region Sjælland                 | Steen Bach Nielsen     |                     |                         | Jens Stenbæk              |
| Region Hovedstaden              | Vibeke Storm Rasmussen |                     |                         | Sophie Hæstorp Andersen   |